# Coachen (TV-serie, 2023)
Coachen (isländska: Afturelding) är en isländsk dramakomediserie vars första säsong hade premiär den 9 april 2023. Första säsongen bestod av åtta avsnitt. Serien har skapats av Hafsteinn Gunnar Sigurðsson. Serien släpptes på SVT Play den 21 juli 2023.

## Handling
Serien kretsar kring Skarphéðinn, en numera utbränd före detta isländsk handbollsstjärna från 1980-talet. Efter flera års alkoholmissbruk ska han ta över tränarrollen för Aftureldings damlag i handboll.

## Rollista (i urval)
- Ingvar Eggert Sigurðsson – Skarphéðinn
- Svandís Dóra Einarsdóttir – Brynja
- Saga Garðarsdóttir – Hekla
- Þorsteinn Bachmann – Eysteinn
- Sverrir Þór Sverrisson – Björgvin
- Steinunn Ólína Þorsteinsdóttir – Rún
- Jóhann Sigurðarson – Rúrík
- Halldóra Geirharðsdóttir – María
- Nína Dögg Filippusdóttir – Stella